# Life Goes On (canción de Ed Sheeran)
«Life Goes On» es una canción del cantante y compositor británico Ed Sheeran. Se lanzó el 12 de mayo de 2023 como el tercer sencillo de su quinto álbum de estudio -. Sheeran escribió la canción por sí mismo mientras Aaron Dessner se encargó de la producción.

## Antecedentes
Sheeran anunció la canción junto con el álbum el 1 de marzo de 2023, creando varias pedidos anticipados. El 11 de mayo, habló sobre el cantautor estadounidense Luke Combs antes de insinuar sobre un posible colaboración con él y agregó que le encantaría hacer la transición a la música country. Un día después se lanzó una versión a dúo con Combs. Más tarde ese día, los dos artistas interpretaron la versión a dúo de la canción en la ceremonia de los Premios de la Academia de la Música Country de 2023 en Ford Center en The Star en Frisco, Texas.

## Composición y lírica
La canción fue escrita sobre el amigo de Sheeran, Jamal Edwards después de que muriera de arritmia. En la versión a dúo de la canción, él y Combs cantan juntos: «Para decirme cómo, ¿cómo sigue mi vida sin ti? / Supongo que me hundiré como una piedra / Si me dejas ahora, las tormentas rodará / Lo fácil viene, lo difícil se va, luego la vida continúa».

## Video musical
El video musical oficial de la versión en solitario de la canción se estrenó junto con todos los videos restantes de cada canción del álbum el 5 de mayo de 2023, el mismo día en que se lanzó el álbum.

## Posicionamiento en listas
| Listas (2023)                         | Mejor posición |
| ------------------------------------- | -------------- |
| Australia (ARIA)                      | 31             |
| Canadá (Canadian Hot 100)             | 27             |
| Estados Unidos (Billboard Hot 100)    | 66             |
| Global 200 (Billboard)                | 95             |
| Irlanda (IRMA)                        | 21             |
| Nueva Zelanda (Recorded Music NZ)     | 36             |
| Reino Unido (UK Singles Chart)        | 29             |
| Suecia Heatseeker (Sverigetopplistan) | 15             |